# Sebt Gzoula
Sebt Gzoula è una città del Marocco, nella provincia di Safi, nella regione di Marrakech-Safi.
La città è anche conosciuta come Sabt Kazūlah, Es Sebt, Gzoula, Es Sebt Gzoula.